# Radio Charivari Würzburg
Radio Charivari Würzburg (aussi Charivari.fm) est une radio allemande émettant sur Wurtzbourg et sa région.

## Histoire
La station commence à émettre le 8 mai 1987. Sous un premier nom de "Mainradio", elle partage sa fréquence FM avec Radio W1 (de) et Radio Gong Mainland (qui deviendra 106,9 Radio Gong). En 1988, Radio Charivari obtient sa propre fréquence et émet un programme musical sur 24 heures. Elle change de studio en 1993.
Dans ses premières années, la musique cible les adultes contemporains, en 1989 elle s'oriente vers la Volkstümliche Musik, le schlager et les "oldies" ("Mehr Melodie"). À la fin des années 1990, il reste le schlager et les oldies. En 2003, avec le slogan "La meilleure musique de tous les temps", Chaviri diffuse principalement des classiques de la musique rock et pop.

## Programme
Radio Charivari diffuse sur la région de la Franconie un bulletin d'information régionale suivi des nouvelles du monde à chaque heure, et toutes les demi-heures le matin et en fin d'après-midi.
Par ailleurs, de dimanche à jeudi, de 21h à 22h, est diffusé un programme culturel de Radio Opera (de).

## Fréquences
- Wurtzbourg et la plus grande partie de la Basse-Franconie : 102.4 FM
- Kitzingen : 88.5 FM
- Gemünden am Main-Lohr am Main : 90.4 FM
- Karlstadt : 88.6 FM
- Marktheidenfeld : 99 FM
- Ochsenfurt : 92.6 FM

### Source
- (de) Cet article est partiellement ou en totalité issu de l’article de Wikipédia en allemand intitulé « Radio Charivari Würzburg » (voir la liste des auteurs).